# Economía de Eritrea
Tras su independencia de Etiopía en 1993, Eritrea ha enfrentado los problemas de una economía pequeña y muy pobre, agravados por la implementación reciente de políticas restrictivas recientes. Como otras naciones africanas, grande parte de su población - el 80% - vive de la agricultura de subsistencia, (cereales, patatas, garbanzos), la ganadería (ovejas, cabras, camellos), agravada por las sucesivas guerras con Etiopía. Tras la ofensiva de 2000, Eritrea tuvo pérdidas por valor superior a los 825 millones de dólares, con graves daños en el sector agrícola, manteniendo un crecimiento negativo de su economía durante tres años. 
Tras el conflicto, las actuaciones públicas han conseguido mejoras importantes en puertos, aeropuertos y comunicaciones por carretera, si bien se está muy lejos de conseguir el descenso significativo de la tasa de desempleo y estabilizar la economía para que sea apetecible a las inversiones extranjeras.Eritrea tiene una gran cantidad de recursos como cobre, oro, granito, mármol y potasa. La economía de Eritrea ha sufrido cambios extremos debido a la Guerra de Independencia. En 2011, el PIB de Eritrea creció un 8,7 por ciento, lo que la convirtió en una de las economías de más rápido crecimiento en el mundo.

## Datos económicos básicos
- PIB - Producto interior bruto (2006): 1 084 millones de $ USA.
- Paridad del poder adquisitivo (2002): 3.300 millones de $ USA.
- PIB - Per cápita (2006): 238 $ USA.
- Paridad del poder adquisitivo Per cápita (2002): 700 $ USA.
- Inflación media anual: 2 % (2006).
- Deuda externa. aprox.: 723 millones de $ USA (2005).
- Reservas: N.D.
- Población activa (2003): 2,3 millones de personas.
- Tasa de desempleo: 36%
- Población por debajo del nivel de pobreza (2004): 51%.
- Importaciones: 493,22 millones de $ USA (2006).
- Exportaciones: 11,45 millones de $ USA (2006).

## Estructura delPIBen 2011
El PIB de Eritrea, estimado en 4.037 millones de dólares en 2011, es un 8,7 % superior al PIB de 2010. El crecimiento se debió al aumento de la producción agrícola y la expansión de la industria minera junto con el aumento de los precios del oro. Los desgloses de la economía de Eritrea por sector no están fácilmente disponibles; sin embargo, según algunas estimaciones, en 2011 los servicios representaron el 55 % del PIB, la industria el 34 % y la agricultura el 11 % restante. El crecimiento del PIB, sin embargo, se ve comprometido por las continuas tensiones con las fronteras del país.ok

## Principales productos
| Agricultura         | Toneladas (2005)          |
| ------------------- | ------------------------- |
| Trigo               | 700                       |
| Maíz                | 2.500                     |
| Mijo                | 17.400                    |
| Cebada              | 9.300                     |
| Sorgo               | 114.300                   |
| Patatas             | 17.500                    |
| Garbanzos           | 3.500                     |
| Recursos forestales | Metros cúbicos (2004)     |
| Madera              | 2.407.576                 |
| Ganadería y pesca   | Miles de cabezas (2005)   |
| Bovino              | 2.407.1.950               |
| Ovino               | 2.100                     |
| Caprino             | 1.700                     |
| Camellos            | 75                        |
| Aves                | 1.370                     |
| Pescado             | 6.689                     |
| Recursos minerales  | Miles de toneladas (2004) |
| Sal                 | 3'1                       |
| Basalto             | 499'3                     |
| Granito             | 192'8                     |
| Mármol (m³)         | 780.700                   |
| Oro (kg)            | 33                        |
| Industria           | Toneladas (2005)          |
| Cerveza             | 57.300                    |
| Cemento (2004)      | 45.000                    |

## Industria

### Servicios
En 2011, el sector de servicios representó el 55% del producto interno bruto. Los servicios financieros, la mayor parte de dicho sector, son prestados principalmente por el Banco Nacional de Eritrea, el Banco Comercial de Eritrea, el Banco de Vivienda y Comercio de Eritrea, el Banco Agrícola e Industrial de Eritrea, el Banco de Eritrea Banco de Inversiones y Desarrollo, y la Corporación Nacional de Seguros de Eritrea.

### Turismo
La falta de acceso de Eritrea a fondos económicos internacionales, la presencia de un gran número de minas terrestres y las continuas tensiones que estallan entre Eritrea y Etiopía han impedido el desarrollo de una industria turística en Eritrea. Según la Organización Mundial del Turismo, los ingresos por turismo internacional en 2002 fueron de sólo 73 millones de dólares estadounidenses.

### Bancos y finanzas
Según el Fondo Monetario Internacional, los bancos comerciales de Eritrea —todos propiedad del gobierno y operados por él— parecen cumplir con regulaciones prudentes. Aunque el sector de la banca comercial es en gran medida rentable, principalmente debido a los ingresos de las transacciones de divisas, el sector soporta una alta proporción de préstamos en mora. Las actividades crediticias principales no generan ingresos suficientes para cubrir los costos operativos en la mayoría de los bancos comerciales.

## Infraestructura
Massaua y Assab son dos importantes puertos pesqueros.